# Ньяндеара
Ньяндеара (порт. Nhandeara)  —  город и муниципалитет в Бразилии, входит в штат Сан-Паулу. Составная часть мезорегиона Сан-Жозе-ду-Риу-Прету. Входит в экономико-статистический  микрорегион Ньяндеара. Население составляет 11 527 человека на 2020 год. Занимает площадь 437,420 км². Плотность населения — 23,1 чел./км².
Праздник города —  24 июня.

## География
Относится к экономико-статистическому микрорегиону Ньяндеара, который, в свою очередь, входит в состав мезорегиона Сан-Жозе-ду-Риу-Прету. Площадь муниципалитета составляет 435,8 км².
Климат местности: тропический

## История
Город основан в 1928 году 24 Июня
Муниципалитет Ньяндеара был образован 1 января 1944 года.

## Население
Население, по данным переписи 2020 года составляло 11,527 чел. 

## Экономика
За 2020 год Валовой внутренний продукт на душу населения в муниципалитете составил 30 072,95 бразильских реалов. Индекс развития человеческого потенциала, согласно данным Программы развития ООН, составляет 0,806.

## Статистика
- Валовой внутренний продукт на 2003 составляет 77.524.515,00 реалов (данные: Бразильский институт географии и статистики).
- Валовой внутренний продукт на душу населения на 2003 составляет 7.649,94 реалов (данные: Бразильский институт географии и статистики).
- Индекс развития человеческого потенциала на 2000 составляет 0,806 (данные: Программа развития ООН).